# Myotragus
Dê hang đảo Balearic (Danh pháp khoa học: Myotragus balearicus (tiếng Hy Lạp-Neo-Latin: μῦς và τράγος và Βαλεαρίδες "Dê chuột đảo Balearic) là một loài dê núi thuộc phân họ Dê cừu Caprinae sinh sống tại các hang động núi đá trong các hòn đảo thuộc Majorca và Minorca cho tới khi chúng tuyệt chủng cách đây khoảng 5,000 trước. Loài này thuộc về một chi đơn loài duy nhất là Myotragus
động vật của nó đã mô tả trước đây như là một 'dê guốc lẻ ", nhưng kể từ khi các phân tích di truyền được thực hiện tại Đại học Pompeu Fabra thuộc Barcelona, có vẻ như Myotragus liên quan mật thiết đến cừu hơn là dê. 

## Đặc điểm
Đôi mắt của nó đã không hướng về phía mặt, như là của gần như tất cả các động vật có vú ăn cỏ, nhưng hướng về phía trước, tạo cho chúng cái nhìn lập thể. Hàm dưới chứa hai răng cửa lâu năm không phát triển, giống như các loài gặm nhấm và những động vật móng guốc khác. Các hàm dưới thường thiếu răng cửa khác, mặc dù một số hàm đã được tìm thấy với các răng cửa thứ hai tàn tích. Các hàm trên thiếu răng cửa. Phần còn lại của răng là răng hàm và răng tiền hàm thích nghi để nghiền vật chất thực vật. Mũi chúng ngắn so với phần còn lại của hộp sọ, tương tự như mũi thỏ và thỏ rừng. Cả hai giới đều có ở đỉnh đầu hai cái sừng rất ngắn. Có thể những cái sừng dài.
Balearicus Myotragus là khá nhỏ về kích thước (đứng cao khoảng 50 cm cao ở vai) và cân nặng từ 50 đến 70 kg. Chân là tỷ lệ tương ứng ngắn hơn so với những họ hàng có liên quan của họ trâu bò và kém linh hoạt khác, mà không làm cho Myotragus balearicus trở nên nhanh nhẹn. Đây không phải là một vấn đề quá nghiêm trọng bởi vì trên đảo này không có động vật ăn thịt, ngoại trừ đối với một số loài chim săn mồi, từ đó chúng có thể giấu mình trong thảm thực vật. Trên vai chúng có một bướu rõ rệt, trong khi lại được uốn cong ở phần sau. Chân, giống như nhiều từ động vật móng guốc, có bốn ngón tay trong đó chỉ có hai được sử dụng để đi bộ. Các đuôi khá dài so với phần còn lại của cơ thể.
Các mô xương của Myotragus, mô khắp vỏ não, một tính năng khác đặc trưng của loài bò sát ectothermic. Sự tăng trưởng của xương trong Myotragus là không giống như bất kỳ động vật có vú khác và tương tự như cá sấu trong việc hiển thị tỷ lệ chậm và thích ứng, liên tục ngừng tăng trưởng hoàn toàn, và đạt đến hạn khoảng 12 năm. Mô hình tăng trưởng này chỉ ra rằng Myotragus, trong cùng một cách như các loài bò sát còn tồn tại, thích nghi trao đổi chất của nó để thay đổi thực phẩm và nguồn nước, và nhiệt độ môi trường xung quanh. 

## Tập tính ăn
Các hóa thạch còn lại của Myotragus balearicus dường như chỉ ra rằng động vật này là một loài bứt lá, giống như những con dê hiện tại. Nó ăn trên tất cả các loại thảm thực vật cây bụi và cành thấp của cây của những khu vực khí hậu Địa Trung Hải, mặc dù nó có một sự ưa thích đặc biệt đối với những cây bụi Balearic đặc hữu. Các mẫu hóa thạch của Majorca và Minorca, cũng như sự vắng mặt của các loài động vật ăn cỏ, dường như chỉ ra rằng quần đảo Balearic nguyên thủy đã được bao phủ bởi những cánh rừng trước khi thực dân con người và đồng cỏ thân thảo có kích thước đáng kể đã không tồn tại. Trong môi trường sống này, Myotragus sẽ di chuyển trong cô đơn hoặc theo nhóm nhỏ. 

## Sinh sản
Không biết nhiều về những thói quen sinh sản của loài này. Năm 1999 bộ xương của một cá thể mới được sinh ra đã được tìm thấy gần Manacor ở phía đông bắc của Majorca. Nó đã được tìm thấy rằng một trẻ sơ sinh Myotragus là khá lớn so với kích thước của các bà mẹ, và có lẽ nó có thể đi bộ và làm theo những bà mẹ của nó xung quanh ngay sau khi được sinh ra. Dường như nó đã không mất nhiều thời gian trưởng thành, có lẽ chỉ có một hoặc hai năm.
Thực tế là các loài được bảo tồn những cái sừng là một dấu hiệu cho thấy có thể là con đực sử dụng chúng để đấu tranh cho quyền của chúng trong sinh sản, tiếp cận con cái, nhưng việc thiếu sự lưỡng hình giới tính mời gọi người ta nghĩ rằng loài này không phải là đa thê hay, ít nhất, những con đực đã không xây dựng "hậu cung". Với chiều dài bề ngoài là tương đối ngắn cho cặp sừng của nó, trong chiến đấu Myotragus đã phải húc nhiều hơn về phía hai mạn sườn (cũng như nhiều linh dương nhỏ) hơn để chống lại khi đối đầu (cách thức tấn công điển hình của động vật móng guốc lớn hơn).
Khí hậu Địa Trung Hải là theo mùa, do đó, người ta cho rằng Myotragus đã có một mùa giao phối hàng năm, nhưng nó không được biết đến ở phần nào trong năm nay đã xảy ra. Người ta cho rằng sự khác biệt theo mùa, đặc biệt là lượng mưa, là hơi ít rõ rệt hơn trong sự tồn tại của con vật hơn là ngày hôm nay, và rằng thời kỳ mang thai không thể được suy luận một cách chắc chắn. Năm 1969 nó đã được đề xuất rằng Myotragus có dấu hiệu thuần hóa nhưng điều này hiện nay là tranh chấp.